# American Institute for Economic Research
Das American Institute for Economic Research (AIER) ist eine libertär bzw. extrem marktliberal ausgerichtete Denkfabrik mit Sitz in Great Barrington, Massachusetts. Sie wurde 1933 von Edward C. Harwood, einem Wirtschaftswissenschaftler und Investitionsberater, gegründet und ist als eine gemeinnützige Organisation vom Typ 501(c)(3) eingestuft. Sie arbeitet u. a. mit dem Atlas Network und anderen von Charles Koch finanzierten Denkfabriken zusammen. Verschiedene Aktivitäten der Organisation, darunter die Äußerungen zum Klimawandel und der COVID-19-Pandemie inklusive des Sponsorings der Great Barrington Declaration, werden als antiwissenschaftlich eingestuft.
Der derzeitige Präsident des Instituts ist Will Ruger. Zuvor war es Edward Stringham, ein der Österreichischen Schule anhängender Wirtschaftswissenschaftler und Professor für Wirtschaftswissenschaften am Trinity College in Hartford, Connecticut.

## Hintergrund

### Gründung
Oberst Edward C. Harwood war Absolvent der United States Military Academy und diente im Army Corps of Engineers. In den 1920er Jahren begann er, freiberuflich Zeitschriftenartikel zu wirtschaftlichen Themen zu schreiben. Mit zweihundert Dollar, die er durch Verkauf seiner Artikel angespart hatte, gründete Harwood das AIER.

### Finanzierung und Partnerschaften
Das AIER ist Eigentümerin der American Investment Services Inc., deren privater Fonds, der im Jahr 2020 einen Wert von rund 285 Millionen US-Dollar hatte, Beteiligungen an einer Vielzahl von Unternehmen im Bereich der fossilen Brennstoffe umfasst, darunter Chevron und ExxonMobil sowie an dem Tabakgiganten Philip Morris International, an Microsoft, Alphabet Inc. und vielen anderen.
Während ein großer Teil der Finanzierung der AIER aus den Investitionen stammt, hat sie Berichten zufolge auch 68.100 US-Dollar von der Charles Koch Foundation erhalten und unterhält ein Netzwerk an lokalen „Bastiat Society“-Ortsvereinen, das mit dem Atlas Network, dem Ayn-Rand-Institut, dem Cato Institute, dem State Policy Network, dem Charles-Koch-Institut und anderen von Koch finanzierten Denkfabriken zusammenarbeitet.

## Beiträge und politische Ansichten
Nach eigenen Angaben ist das Institut der „puren Freiheit“ verpflichtet und wünscht sich die „Rolle des Staates [...] stark eingeschränkt“ zu sehen.
Es existieren Verbindungen zur Klimawandelleugnerszene. Die Organisation fiel wiederholt mit dem Verbreiten von Falschinformationen zum Klimawandel auf, u. a. durch Bestreiten des Wissenschaftlichen Konsens zum Klimawandel. In Stellungnahmen und Publikationen des AIER werden die Risiken des Klimawandels immer wieder marginalisiert und als überschaubar dargestellt, unter anderem mit Titeln wie „Was Greta Thunberg über den Klimawandel vergisst“, „Der wahre Grund, warum niemand Umweltaktivisten ernst nimmt“ und „Brasilianer sollten ihren Regenwald weiter abholzen“. Das Institut finanzierte ferner einen Forschungsbeitrag, die die Vorteile von Sweatshops für die dort arbeitenden Menschen anpries, welche multinationale Unternehmen beliefern. Im Rahmen der COVID-19-Pandemie argumentierte das AIER in einem Artikel gegen die Effektivität von Mund-Nasen-Masken. Der Artikel wurde von Scott Atlas im Oktober 2020 auf Twitter geteilt. Twitter entfernte diesen Beitrag, da er gegen die Richtlinien über Falschinformationen zur COVID-19-Pandemie verstoßen habe. Am AIER entstand die Great-Barrington-Erklärung.
The Guardian ordnete die Beiträge zum Klimawandel und zur COVID-19-Pandemie des Institutes in eine Reihe von Versuchen rechtsgerichteter marktliberaler Institute ein, den wissenschaftlichen Konsens zu diskreditieren, Verwirrung über die zu ergreifenden Maßnahmen zu verbreiten und der Reputation wohlgemeinter Politik zu schaden.
Nach dem russischen Überfall auf die Ukraine Anfang 2022 äußerte AIER-Präsident Will Ruger, die USA könne und solle für die Ukraine nur sehr wenig tun. Das Land spiele für die Sicherheit und den Wohlstand der USA schlicht keine Rolle. Außerdem teilte er ein Video des libertären Reason-Magazins, nach dem Wirtschaftssanktionen gegen Russland scheitern würden. Zu diesem Zeitpunkt sprachen sich eine Reihe von politischen Organisationen, die unter anderem von Charles Koch finanziert werden, gegen Sanktionen aus, neben dem AIER und dem Reason-Magazin auch Stand Together und Concerned Veterans for America. Koch Industries besitzt in Russland zwei Glas-Unternehmen, die es trotz Kritik an der Entscheidung auch weiter betreiben will.